# 圣马尔谷广场 (佛罗伦萨)

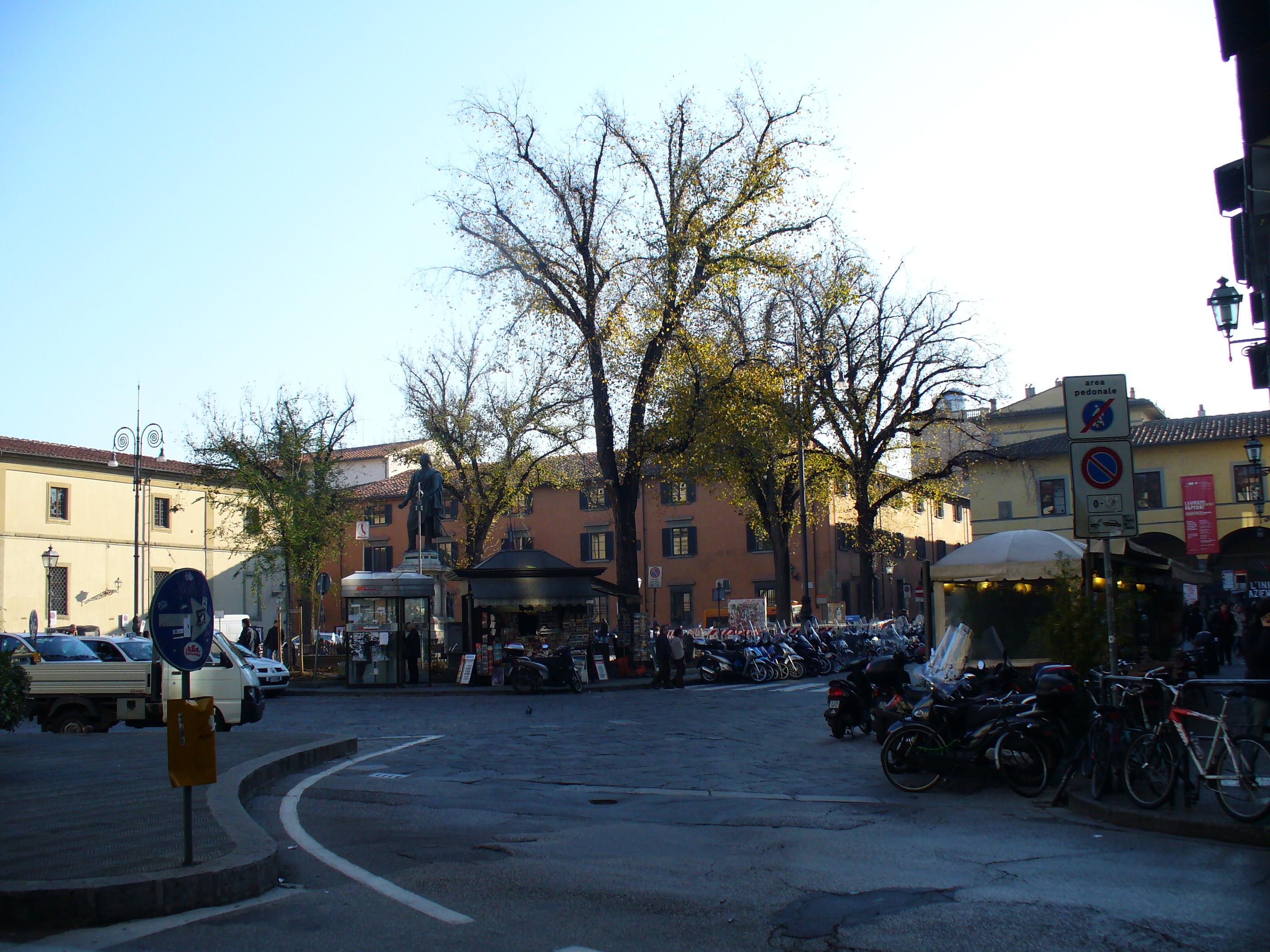
圣马可广场

圣马可广场（Piazza San Marco）是意大利佛罗伦萨的一个城市广场。广场的中心是曼弗雷多·凡蒂将军纪念碑。

## 广场周围的建筑物
- 佛罗伦萨圣玛尔谷大殿
- 佛罗伦萨美术学院
- 国立圣马可美术馆

Template:佛罗伦萨地标
43°46′40″N 11°15′31″E / 43.7779°N 11.2587°E